# Blueprint (framework)
Blueprint es un framework de CSS diseñado para reducir los tiempos de desarrollo y mejorar la compatibilidad entre los distintos navegadores web cuando se trabaja con los estilos en cascada (CSS). También sirve como base para muchas herramientas que permiten el desarrollar CSS fácilmente y de una manera más accesible para principiantes.

## Características
El archivo README lista las siguientes características listas para ser usadas:
- Una rejilla fácilmente personalizable
- Tipografía sensible por defecto
- Una tipografía básica
- Reseteo CSS perfeccionado para navegadores
- Una hoja de estilos para imprimir
- Scripts potentes para personalización
- Todo esto sin aumento de tamaño

## Historia
Blueprint fue inicialmente creado por Olav Bjorkoy y publicado el 3 de agosto de 2007.
El 11 de agosto, Blueprint incluyó el trabajo basado en ideas de Jeff Crogt, Nathan Borror, Christian Metts, y Eric Meyer. El 21 de septiembre, con la publicación de la versión 0.6, Blueprint incluía un sistema de plugins, una suite de prueba, scripts en Ruby para validación y compresión, y estilos para formularios. La última versión lanzada con Olav como líder del proyecto fue la versión 0.7 el 20 de febrero de 2008.
El 2 de septiembre de 2008, Olav deja el liderazgo del proyecto y pasa el control a los principales miembros del equipo: Cristian Montoya, Joshua Clayton, Chris Eppstein, y Glenn Rempe. La versión 0.8 fue lanzada el 11 de noviembre e incluye varios parches así como también un nuevo plugin para uso de pestañas.

## Blueprint como base para otros proyectos
Una de las metas del equipo de desarrollo es facilitar el desarrollo de nuevas herramientas para trabajar con CSS. Una gran cantidad de generadores de código CSS, editores visuales, temas, y frameworks basados en Blueprint pueden encontrarse en el Wiki de Blueprint .